# Обновляющийся каталог рекомендаций eCOVID-19
Обновляющийся каталог рекомендаций eCOVID-19 (англ. eCOVID-19 living map of recommendations) — проект по каталогизации лучших доступных рекомендаций по COVID-19 для клинической практики, общественного здравоохранения и политики здравоохранения. Подход состоит в анализе всех опубликованных рекомендаций и включении рекомендаций от ключевых организаций. Каталог состоит из единичных рекомендаций. Проект является постоянно обновляющимся — новые руководства добавляются на постоянной основе по мере их появления. Сами рекомендации критически оцениваются на предмет достоверности.
Рекомендации поддерживаются описанием их элементов PICO, ссылками на таблицы сводных результатов (SoF) и предназначенными для принятия решений таблицами доказательств (EtD), а также другой информацией, если таковая имеется.

## Общие сведения
Пандемия привела к постоянно растущему объёму соответствующей литературы и увеличению количества разрабатывающихся руководств, которые должны были ответить на вопросы ответственных за принятия решений лиц. В результате возникла большая информационная нагрузка на лиц, принимающих решения, однако усилия, необходимые для сбора, оценки, обобщения и оценки качества доказательств с помощью GRADE, непомерны для отдельных медицинских работников, должностных лиц общественного здравообхранения, политиков, ухаживающих людей или пациентов. Важным обстоятельством является предоставление информации с учётом качества руководств и с конкретизацией обстоятельств. Для этих целей был создан «живой» каталог доказательств и рекомендаций. Данный каталог является результатом сотрудничества канадского подразделения Кокрановского содружества и других его подразделений, Сотрудничающего центра ВОЗ по инфекционным болезням, Национального института здравоохранения и клинического совершенствования Великобритании и других организаций. Проект бесплатен для доступа и спонсируется Канадскими институтами исследований в области здравоохранения в сотрудничестве с множеством партнёров.